# 桑德拉·勒格兰其
桑德拉·勒格兰其（英語：Sandra Le Grange，1993年7月5日—），南非女子羽毛球運動員。

## 簡歷
2013年8月，桑德拉·勒格兰其代表南非出戰在毛里裘斯羅斯希爾舉行的非洲羽毛球錦標賽，贏得團體冠軍及女雙季軍。

## 主要比賽成績
只列出曾進入準決賽的國際賽事成績：
| 年份   | 賽事                                     | 公開賽級別 | 項目     | 搭檔                 | 成績   |
| ------ | ---------------------------------------- | ---------- | -------- | -------------------- | ------ |
| 2013年 | 非洲羽毛球錦標賽                         | 其他       | 混合團體 | －                   | 冠軍   |
| 2013年 | 非洲羽毛球錦標賽                         | 其他       | 女子雙打 | 埃尔姆·德维利尔斯    | 季軍   |
| 2013年 | 毛里裘斯羽毛球國際賽                     | 未來系列賽 | 女子雙打 | 埃尔姆·德维利尔斯    | 冠軍   |
| 2013年 | 南非羽毛球國際賽                         | 未來系列賽 | 女子雙打 | 米歇尔·巴特勒-埃米特 | 亞軍   |
| 2014年 | 非洲羽毛球錦標賽                         | 其他       | 混合團體 | －                   | 冠軍   |
| 2014年 | 非洲羽毛球錦標賽                         | 其他       | 女子單打 | －                   | 季軍   |
| 2014年 | 拉各斯羽毛球國際挑戰賽                   | 國際挑戰賽 | 女子雙打 | 珍妮弗·弗莱          | 準決賽 |
| 2014年 | 南非羽毛球國際賽                         | 國際系列賽 | 女子雙打 | 珍妮弗·弗莱          | 準決賽 |
| 2015年 | 烏干達羽毛球國際賽                       | 國際系列賽 | 女子雙打 | 珍妮弗·弗莱          | 準決賽 |
| 2015年 | 全非運動會羽毛球比賽 暨 非洲羽毛球錦標賽 | 其他       | 混合團體 | －                   | 亞軍   |
| 2016年 | 南非羽毛球國際賽                         | 國際系列賽 | 女子雙打 | 埃尔姆·德维利尔斯    | 亞軍   |
| 2016年 | 南非羽毛球國際賽                         | 國際系列賽 | 混合雙打 | 安德里斯·马兰        | 亞軍   |
| 2017年 | 非洲羽毛球錦標賽                         | 其他       | 混合團體 | －                   | 亞軍   |
| 2017年 | 非洲羽毛球錦標賽                         | 其他       | 女子雙打 | 喬哈尼塔·肖爾茨      | 季軍   |
| 2017年 | 南非羽毛球國際賽                         | 國際系列賽 | 女子雙打 | Lehandre Schoeman    | 準決賽 |

| 2007-2017年 | 首要超級賽 | 超級賽 | 黃金大獎賽 | 大獎賽 | 國際挑戰賽 | 國際系列賽 | 未來系列賽 | 其他 |

| 2018-2026年 | 總決賽 | 超級1000賽 | 超級750賽 | 超級500賽 | 超級300賽 | 超級100賽 | 國際挑戰賽 | 國際系列賽 | 未來系列賽 | 其他 |